# 收斂性合成
在化學合成（特別是有機合成）中，收斂性合成是一種可以增進多步驟合成的效率之策略，經常應用於複雜分子的全合成。收斂性合成的主要精神是分別合成目標分子不同的部分然後再將他們組合起來，如此一來可以得到較佳的總產率，也可以減少過程中溶劑、化學試劑以及管柱用矽膠的使用。

## 和線性合成的比較

### 總產率
一般的線性合成中，總產率會隨著步驟數的增加而急遽遞減。例如在以下的假想合成步驟中：
A → M → N → O → P
假定每一步的產率都是50%，那麼四個步驟之後的總產率就是6%。
但在收斂性合成中：
A → A1 (50%)
B → B1 → B2 (25%)
A1 + B2 → P (50%)
總產率是較佳的12%（最長的線性合成，也就是 B → B1 → B2 → P）。

### 起始物質量
從所需起始物的重量來看：
A → M → N → O → P
假定A的分子量是100 g/mol，而經過每一步驟分子量增加20%，也就是說P的分子量是207 g/mol。若我們最終想得到1克的P，考慮每一步都是50%的產率之後，我們就需要大約7.7克的起始物A。
另一方面若是採用收斂性合成的策略：
A → A1
B → B1 → B2
A1 + B2 → P
同樣地假定合成A1及B2中的每一步驟分子量增加20%（也就是說B2分子量大約為87 g/mol，而B的分子量大約是60 g/mol），納入產率的因素之後，要產生1克的P，我們所需要的起始物就大概是1.9克的A和2.3克的B，也就是總共4.2克的起始物，較線性合成中的7.7克減少了許多。

### 溶劑以及矽膠的使用
考慮溶劑以及矽膠的使用（假定每一步驟中，每克起始物均使用10毫升的溶劑和20克的矽膠）：
A → M → N → O → P
在線性合成中，若要得到1克的P，我們需要使用大約168毫升的溶劑及336克的矽膠。
而在收斂性合成中：
A → A1
B → B1 → B2
A1 + B2 → P
同樣要得到1克的產物P，溶劑的使用量減少至約75毫升，而矽膠的使用量則減少至150克。
在真實的合成計劃中，實際的情形可能會因為合成路徑的設計、目標分子的特徵或是不同試劑的使用，而與上述理想化計算有所差異。但是大體上來說，收斂性合成都是較具優勢，而且上述種種優勢亦會隨著步驟數的增加而放大。

## 範例
- 在樹狀聚合體的合成[1]中，分枝（預先設定好的世代層數）一個個地接上核心部分。

- 高達300個胺基酸的蛋白質根據收歛性的化學接合來合成。

- 在Biyouyanagin A[2]的全合成最後一個步驟中，藉由光化學 [2+2] 環加成反應將兩個預先合成的分子拼湊而成最終目標分子。: